# (Can't Get My) Head Around You
«(Can't Get My) Head Around You» es una canción de la banda estadounidense The Offspring. Fue lanzada en abril de 2004 como el segundo sencillo del álbum Splinter.

## Video musical
En el muestra a la banda tocando en una cúpula iluminada por luces fluorescentes y fue filmado con más de 125 cámaras, en lo que el sitio web de la banda lo definió como "el video de actuación definitivo". El vídeo está dirigido por Joseph Kahn, junto a Chris Watts supervisando los efectos visuales y el sistema multicámara.
Es el primer sencillo en el que un videoclip muestra al nuevo baterista de la banda por aquel entonces, Atom Willard.

## Listado de canciones
| Sencillo en CD |                                                 |          |  |
| N.º            | Título                                          | Duración |  |
| 1.             | «(Can't Get My) Head Around You»                | 2:14     |  |
| 2.             | «Gotta Get Away» (Live)                         | 3:46     |  |
| 3.             | «Come Out and Play» (Live)                      | 3:10     |  |
| 4.             | «The Kids Aren't Alright» (BBC Radio 1 Session) | 4:16     |  |

## Posiciones en listas
| Listas (2004)                         | Mejor posición |
| ------------------------------------- | -------------- |
| Australia (ARIA Singles Chart)        | 53             |
| Estados Unidos (Modern Rock Tracks)   | 6              |
| Estados Unidos (Mainstream Rock)      | 16             |
| Reino Unido (Official Charts Company) | 48             |
| Reino Unido (UK Rock & Metal)         | 5              |